# Răzvan Tincu
Răzvan Tincu (sinh ngày 15 tháng 7 năm 1987) là một cầu thủ bóng đá người România thi đấu ở vị trí centre back cho Botoșani.